# Giampiero Bassi
Giampiero Bassi (San Giuliano Milanese, 17 febbraio 1939 – San Giuliano Milanese, 24 agosto 2007) è stato un calciatore italiano, di ruolo difensore o centrocampista.

## Carriera
Stopper, giocò due stagioni in Serie A nel Genoa, facendo parte della difesa titolare genoana nell'anno del record di imbattibilità del portiere Mario Da Pozzo.